# Vertrag von Sankt Petersburg (1755)
Der Vertrag von Sankt Petersburg wurde am 30. September 1755 zwischen dem Königreich Großbritannien und dem Russischen Kaiserreich unterzeichnet. Im Vorfeld des heraufziehenden Siebenjährigen Krieges richtete er sich gegen das Königreich Preußen, obwohl es im Text ungenannt blieb. Konkret handelte es sich um einen Subsidien- und Beistandspakt zum Schutze des Kurfürstentums Hannover, das der englischen König in Personalunion regierte. Im Fall eines Krieges bestand die Gefahr, dass Hannover von Frankreich oder dem damals mit ihm sympathisierenden Preußen besetzt und bei späteren Friedensverhandlungen als Faustpfand eingesetzt werden würde.
Die russischer Seite paraphierte zwar, unterließ aber die notwendige Ratifizierung, womit der Vertrag nie bindend wurde. Denn unterdessen hatte Großbritannien das Abkommen als Druckmittel während seiner parallel geführten heimlichen Verhandlungen mit Preußen genutzt und war so mit ihm zur Konvention von Westminster gelangt. Russland sah Preußen jedoch als seinen Gegner an und wandte sich nun von Großbritannien Österreich zu, das an einer Allianz gegen Preußen schmiedete, um wieder in den Besitz Schlesiens zu gelangen.

## Vorgeschichte
1750, zwei Jahre nach dem Ende des Österreichischen Erbfolgekriegs, bei dem Preußen mit Frankreich gegen Großbritannien und Österreich angetreten war, hatte Zarin Elisabeth den Briten angeboten, gegen Zahlung von Subsidien 30.000 Mann für einen neuen Krieg gegen Preußen zu stellen. Großbritannien ging darauf zunächst nicht ein, obwohl es Preußen als einen zukünftigen möglichen Aggressor einschätzte. Trotzdem blieb Russland weiter an einem Abkommen interessiert. Ab 1753 aufgenommene Verhandlungen verliefen ergebnislos, da die Höhe der Subsidien und die Bedingungen, unter denen Russland zu einem militärischen Eingreifen verpflichtet gewesen wäre, strittig blieben.
Mit dem Ausbruch offener Feindseligkeiten in Nordamerika (→ Siebenjähriger Krieg in Nordamerika) wandte sich das Blatt. Nun war es London, das – ermuntert von Österreichs Kanzler, Graf Kaunitz – auf den raschen Abschluss eines Vertrags mit dem Zarenreich drängte. Großbritannien wollte ein Ausgreifen des Konflikts auf das europäische Festland verhindern oder zumindest eindämmen, da es im Konfliktfall eine Invasion Hannovers durch Frankreich oder dessen mutmaßlichen Alliierten Preußen befürchtete.
Das Haus Hannover suchte nun nach einem „Festlandsdegen“, der seine deutschen Stammlande gegen Erhalt britischer Subsienzahlungen schützen würde. Für diese Rolle besonders geeignet zu sein schien Russland, dessen Zarin Elisabeth eine persönliche Feindschaft gegenüber dem preußischen Herrscher, Friedrich II., hegte.
Im April 1755 erreichte den neuen britischen Botschafter in Sankt Petersburg, Charles Hanbury Williams, die Aufforderung des Londoner Kabinetts, die Verhandlungen zu einem schnellen Abschluss zu führen. Am 30. September 1755 kam es schließlich zur Unterzeichnung des Vertrags. Ausschlaggebend waren das Interesse beider Seiten an einer Einhegung Frankreichs und Preußens, aber auch die hohen Bestechungsgelder, die Hanbury Williams u. a. an den die russische Außenpolitik steuernden Großkanzler Graf Bestuschew-Rjumin geleistet hatte.

## Inhalt
Gegen Erhalt von jährlich 100.000 Pfund Sterling verpflichtete sich Russland, in Livland vier Jahre lang 55.000 Mann für einen Einfall in Ostpreußen bereitzuhalten und ferner eine Seemacht von 40 Galeeren für den Einsatz entlang der Ostseeküsten aufzustellen. Weitere 400.000 Pfund wurden für deren Einsatz im Kriegsfall vereinbart. Militärisch eingreifen durften die russischen Truppen laut Vertrag aber erst, wenn es in Deutschland zu Kampfhandlungen gekommen sein sollte. Preußen musste nun im Kriegsfall nicht nur den Einmarsch Österreichs in Schlesien erwarten, sondern auch einen russischen Vorstoß von Osten her sowie Operation anglo-russischer Flottenverbände gegen seine Küstengebiete. Derart eingekreist und in die Defensive gedrängt, würde ein preußischer Angriff auf Hannover zu einem unkalkulierbaren Wagnis werden.

## Folgen
Der Vertrag kam letztlich nicht zum Tragen, da Großbritannien seit Sommer 1755 auch mit Preußen heimlich verhandelt hatte und mit diesem im Januar 1756 die Konvention von Westminster schloss. Das Abkommen, von dem Friedrich II. im Dezember 1755 erfahren hatte, erhöhte unterdessen den Druck auf Preußen, angesichts der russischen Bedrohung zu einer friedlichen Einigung mit Großbritannien zu gelangen und lockte es so aus dem erwarteten Bündnis Frankreichs.
Mit Abschluss der Konvention übernahm Preußen die zuvor Russland zugedachte Rolle als Beschützer Hannovers. Das damit eingeleitete Renversement des alliances (Umsturz der Bündnisse) sah letztlich Großbritannien und Russland in gegnerischen Lagern, ohne dass es aber zwischen beiden Mächten zu einer nennenswerten direkten Konfrontation während des folgenden Krieges gekommen wäre.
Für Graf Bestuschew-Rjumin, der seit 1741 Russlands Außenpolitik wesentlich bestimmt hatte, bedeutete das Scheitern des anglo-russischen Paktes einen Gesichtsverlust, der seinen pro-französischen Gegnern am Zarenhof zusätzlichen Auftrieb verschaffte. Sein sogar während des Kriegs fortgesetztes Intrigieren gegen die russisch-französisch-habsburgische Allianz führte im Februar 1758 zu seinem Sturz.